# Чеботарёв, Артём Николаевич
Артём Никола́евич Чеботарёв (26 октября 1988, Степное, Саратовская область) — российский боксёр-профессионал, выступавший во второй средней весовой категории. Заслуженный мастер спорта России, член сборной России (2008—2016), бронзовый призёр чемпионата мира 2013 года, чемпион Европы 2010 года, четырехкратный чемпион России среди любителей.

## Биография
Артём Чеботарёв родился 26 октября 1988 года в посёлке городского типа Степное Советского района Саратовской области. Отец Николай Чеботарев — русский, а мать Дина — казашка. Окончил среднюю школу № 107 города Саратова и Саратовскую академию права.
Работал старшим сержантом полиции, в Химкинском отделе вневедомственной охраны филиала ФГКУ УВО ГУ МВД России по Московской области.
На соревнованиях в любителях обычно представлял Московскую и Саратовскую области, член физкультурно-спортивного общества «Динамо».

## Любительская карьера
Активно заниматься боксом начал в возрасте одиннадцати лет у тренера Казиева Е. Н., Исмаилова А. С. В 2006 году участвовал в состязаниях юниорского турнира «Сталинградская битва» в Волгограде, но на стадии полуфиналов проиграл своему коллеге по рингу Чимарову Дмитрию Андреевичу , боксеру из Поволжской команды, поселка горный, краснопартизанского района ( в будущем победитель данного чемпионата Кубок Поволжья ) (кандидат в мастера спорта ]. Первого серьёзного успеха на ринге добился в 2007 году, когда победил на зимнем чемпионате «Олимпийские надежды» и завоевал серебряную медаль на юниорском чемпионате Европы в Сербии.
В 2008 году Чеботарёв дебютировал на взрослом первенстве России и сразу же выиграл бронзовую медаль (в полуфинале не смог пройти Дмитрия Чудинова), кроме того, в этом сезоне попал в число призёров международного турнира в Германии, победил на турнире в Алма-Ате, выиграл турнир «Динамиада». В 2009 году впервые получил титул чемпиона национального первенства и продолжил череду удачных выступлений на международном уровне: победил в матчевой встрече Россия — Италия, победил на международном турнире в Венгрии, победил на международном турнире «Динамиада», победил на «Турнире сильнейших боксёров России», занял второе место на Кубке мира нефтяных стран (в решающем поединке уступил своему главному конкуренту по сборной Максиму Коптякову). Выбившись в лидеры сборной, побывал на чемпионате мира в Милане, однако проиграл уже во втором своём матче на турнире.
На чемпионате России 2010 года Артём Чеботарёв вновь был лучшим, благодаря этой победе получил возможность съездить на чемпионат Европы в Москву — одолел там всех своих соперников и получил золотую медаль. За участие в этих соревнованиях удостоен звания мастера спорта международного класса. В 2011 году занял третье место национального первенства, проиграв в полуфинале Дмитрию Биволу, получил серебро на международном турнире Bocskai Memorial и, победив на отборочных соревнованиях всех своих конкурентов, отправился на чемпионат мира в Баку. Планировал побороться здесь за медали, тем не менее, выступил не лучше предыдущего раза, во втором бою был выбит из соревнований британцем Энтони Огого. В 2012 году Чеботарёв в третий раз за свою карьеру стал чемпионом России, год спустя получил бронзовую медаль на чемпионате мира в Алма-Ате, проиграв в полуфинале ирландцу Джейсону Куигли. В настоящее время является лидером сборной в весовой категории до 75 кг.
В июне 2014 года побывал в гостях в Дергачёвском агропромышленном лицее, где проходил межрайонный турнир по боксу среди юношей-новичков, посвящённый 60-летию освоения целинных земель и 55-летию Дергачёвского агропромышленного лицея. Радость ребят была безгранична. Не каждый день заезжает чемпион в такой дальний посёлок как Дергачи. Артём участвовал в награждении победителей турнира. 6 октября 2014 года за выдающиеся спортивные достижения удостоен почётного звания «Заслуженный мастер спорта России».
13 сентября 2015 года сразился с украинским боксером Дмитрием Митрофановым за титул чемпиона мира на турнире AIBA Pro Boxing в категории до 75 килограммов и в сложном поединке победил украинца по очкам со счётом 78:74. Чемпионат проходил в родном городе Чеботарева в Саратове, поддержать его пришло более 5000 человек.
В 2016 году участвовал в Олимпиаде в Рио-де-Жанейро, проиграв азербайджанскому боксёру Камрану Шахсуварлы — завоевавшему бронзу Олимпиады. После этого начал карьеру в профессиональном боксе.

## Профессиональная карьера
8 января 2017 года Чеботарёв провёл свой первый бой в профессиональном боксе, во втором раунде нокаутировав 30-летнего венгра Норберта Секереша (18-55-3, 9КО). С января 2017 по ноябрь 2018 года провёл шесть боёв, победив во всех.
В январе 2020 года завершил спортивную карьеру.

## Политическая карьера
По данным информационного агентства «Версия-Саратов», ночью 15 октября 2012 года неизвестные люди, похожие на Артёма Чеботарёва и его тренера Едильбая Казиева, нарушив выборное законодательство, вывезли в неизвестном направлении мешок с бюллетенями с избирательного участка № 316, где проходил подсчёт голосов на выборах в областную думу.
В 2016 году избран депутатом городской думы города Саратов, от партии «Единая Россия». 28 июля 2018 года выступил на митинге КПРФ в Саратове против пенсионной реформы.
В 2022 году был выдвинут в качестве кандидата на выборы губернатора Саратовской области от партии «Справедливая Россия — За Правду». В сентябре 2022 года избран депутатом Саратовской областной Думы.

## Статистика профессиональных боёв
В таблице перечислены результаты всех поединков боксёров.
В каждой строке указан результат поединка. Дополнительно номер поединка обозначен цветом, который обозначает итог поединка. Расшифровка обозначений и цветов представлена в нижеследующей таблице.
| Пример | Расшифровка                     |
| ------ | ------------------------------- |
|        | Победа                          |
|        | Ничья                           |
|        | Поражение                       |
|        | Планируемый поединок            |
|        | Поединок признан несостоявшимся |
| КО     | Нокаут                          |
| ТКО    | Технический нокаут              |
| PTS    | Решение судей (по очкам)        |
| UD     | Единогласное решение судей      |
| MD     | Решение большинства судей       |
| SD     | Раздельное решение судей        |
| RTD    | Отказ от продолжения боя        |
| DQ     | Дисквалификация                 |
| NC     | Поединок признан несостоявшимся |

| Бой | Дата            | Соперник                          | Место проведения     | Раундов        | Примечание                                                                            |
| --- | --------------- | --------------------------------- | -------------------- | -------------- | ------------------------------------------------------------------------------------- |
| 6   | 10 ноября 2018  | Хавьер Франсиско Масьель (33-7-0) | Екатеринбург, Россия | UD             | Завоевал вакантный титул по версии WBO Inter-Continental в средней весовой категории. |
| 5   | 7 сентября 2018 | Кармелито де Хесус (18-5-0)       | Челябинск, Россия    | KO 3 (8), 2:39 |                                                                                       |
| 4   | 7 сентября 2017 | Нуху Лаваль (25-2-0)              | Саратов, Россия      | UD (10)        | Завоевал вакантный титул по версии IBO International в средней весовой категории.     |
| 3   | 25 мая 2017     | Даниэль Ваньони (25-10-2)         | Рига, Латвия         | KO 2 (8), 2:40 |                                                                                       |
| 2   | 10 марта 2017   | Криштиан Санта (15-8-2)           | Бенидорм, Испания    | KO 1 (6), 2:50 |                                                                                       |
| 1   | 8 января 2017   | Норберт Секереш (18-55-3)         | Рига, Латвия         | KO 2 (6), 2:08 | Профессиональный дебют.                                                               |